# Leucania sassanidica
Leucania sassanidica är en fjärilsart som beskrevs av Hermann Hacker 1986. Leucania sassanidica ingår i släktet Leucania och familjen nattflyn. Inga underarter finns listade i Catalogue of Life.